# Rally de Portugal de 2025
El Rally de Portugal de 2025, oficialmente 58.º Vodafone Rally de Portugal, fue la quincuagésima octava edición, la quinta ronda de la temporada 2025 del Campeonato Mundial de Rally y la cuarta del Campeonato de Portugal de Rally. Se celebró del 15 al 18 de mayo y contó con un itinerario de veinticuatro tramos sobre tierra que sumaban un total de 344,50 km cronometrados. Fue también la quinta ronda de los campeonatos WRC-2 y WRC-3, mientras que fue la segunda del JWRC.
Sébastien Ogier amplió su récord en el Rally de Portugal el domingo, consiguiendo su séptima victoria en el evento, copilotado por Vincent Landais, Ogier completó el clásico de grava de cuatro días 8,7 segundos por delante de Ott Tänak del Hyundai Shell Mobis WRT, con su compañero de Toyota GR Yaris Rally1, Kalle Rovanperä, a 3,5 segundos más en tercer lugar. La 63.ª victoria de Ogier en el WRC parecía incierta hasta el final del sábado. Tras haber seguido de cerca al veterano líder, Tänak, durante todo el rally, el francés heredó el liderato cuando el Hyundai i20 N Rally1 del estonio sufrió un fallo en la dirección asistida en Amarante 2. El problema relegó a Tänak al tercer puesto durante la noche y le dio a Ogier una ventaja de 27,6 segundos sobre Rovanperä de cara al domingo. A pesar de las enérgicas actuaciones de Tänak y Rovanperä en el último día (Tänak consiguió el máximo de puntos del Súper Sunday y recuperó el segundo lugar en la penúltima etapa), ninguno de los dos pudo desbancar al ocho veces campeón del mundo.
En el WRC-2, Oliver Solberg realizó una actuación imponente para lograr su segunda victoria de la temporada. Con un Toyota GR Yaris Rally2, Solberg se resarció de su decepción de 2024 (cuando se salió de pista mientras lideraba) dominando la clásica de tierra de este año desde el principio. Lideró prácticamente de principio a fin, cruzando la meta de la última etapa con 51,8 segundos de ventaja sobre su rival por el título, Yohan Rossel. Rossel se hizo con el segundo puesto el domingo por la mañana, superando a Gus Greensmith en la primera pasada por Felgueiras. Greensmith, al volante de un Škoda Fabia RS Rally2, se vio afectado por un pedal de freno blando y también reportó pérdida de equilibrio tras llevar dos ruedas de repuesto. El británico terminó a 16,4 segundos de Rossel.
En el WRC-3, el australiano Taylor Gill, el australiano Taylor Gill en su segundo rally de la temporada consiguió su segunda victoria. En australiano, copilotado por su compatriota Daniel Brkic, no tuvo oponentes en su camino a la victoria en tierras lusas, imponiéndose por más de cuatro minutos al turco Kerem Kazaz y por casi cinco al sudafricano Max Smart.
En el JWRC, el australiano Taylor Gill quien mantuvo la calma y la constancia durante la última etapa de seis etapas del domingo, mostrando la misma serenidad que le había marcado toda la semana. Arrancando el día con una ventaja de 45,5 segundos, Gill gestionó a la perfección su ventaja para asegurar la victoria con 13,4 segundos de ventaja sobre Mille Johansson. Gill tomó el control del rally a partir del SS2, aprovechando un error temprano de Johansson, quien volcó el viernes por la mañana. Ese incidente dejó al sueco en desventaja durante el resto de la prueba. El turco Kerem Kazaz realizó una actuación destacada que le permitió obtener el tercer puesto en la clasificación.

## Lista de inscritos
| Num.                                                         | Piloto                   | Copiloto                   | Equipo                          | Automóvil                | Neu.                     |
| World Rally Championship                                     | World Rally Championship | World Rally Championship   | World Rally Championship        | World Rally Championship | World Rally Championship |
| ------------------------------------------------------------ | ------------------------ | -------------------------- | ------------------------------- | ------------------------ | ------------------------ |
| 1                                                            | Thierry Neuville         | Martijn Wydaeghe           | Hyundai Shell Mobis WRT         | Hyundai i20 N Rally1     | H                        |
| 2                                                            | Diogo Salvi              | Axel Coronado              | M-Sport Ford WRT                | Ford Puma Rally1         | H                        |
| 5                                                            | Sami Pajari              | Marko Salminen             | Toyota Gazoo Racing WRT2        | Toyota GR Yaris Rally1   | H                        |
| 8                                                            | Ott Tänak                | Martin Järveoja            | Hyundai Shell Mobis WRT         | Hyundai i20 N Rally1     | H                        |
| 13                                                           | Grégoire Munster         | Louis Louka                | M-Sport Ford WRT                | Ford Puma Rally1         | H                        |
| 16                                                           | Adrien Fourmaux          | Alexandre Coria            | Hyundai Shell Mobis WRT         | Hyundai i20 N Rally1     | H                        |
| 17                                                           | Sébastien Ogier          | Vincent Landais            | Toyota Gazoo Racing WRT         | Toyota GR Yaris Rally1   | H                        |
| 18                                                           | Takamoto Katsuta         | Aaron Johnston             | Toyota Gazoo Racing WRT         | Toyota GR Yaris Rally1   | H                        |
| 22                                                           | Mārtiņš Sesks            | Renārs Francis             | M-Sport Ford WRT                | Ford Puma Rally1         | H                        |
| 33                                                           | Elfyn Evans              | Scott Martin               | Toyota Gazoo Racing WRT         | Toyota GR Yaris Rally1   | H                        |
| 55                                                           | Josh McErlean            | Eoin Treacy                | M-Sport Ford WRT                | Ford Puma Rally1         | H                        |
| 69                                                           | Kalle Rovanperä          | Jonne Halttunen            | Toyota Gazoo Racing WRT         | Toyota GR Yaris Rally1   | H                        |
| World Rally Championship 2                                   |                          |                            |                                 |                          |                          |
| 20                                                           | Oliver Solberg           | Elliott Edmondson          | Printsport                      | Toyota GR Yaris Rally2   | H                        |
| 21                                                           | Yohan Rossel             | Arnaud Dunand              | PH Sport                        | Citroën C3 Rally2        | H                        |
| 23                                                           | Gus Greensmith           | Jonas Andersson            | Gus Greensmith                  | Škoda Fabia RS Rally2    | H                        |
| 24                                                           | Fabrizio Zaldivar        | Marcelo Der Ohannesian     | Toksport WRT                    | Škoda Fabia RS Rally2    | H                        |
| 25                                                           | Jan Solans               | Rodrigo Sanjuan de Eusebio | PH.Ph                           | Toyota GR Yaris Rally2   | H                        |
| 26                                                           | Roope Korhonen           | Anssi Viinikka             | Roope Korhonen                  | Toyota GR Yaris Rally2   | H                        |
| 27                                                           | Léo Rossel               | Guillaume Mercoiret        | PH Sport                        | Citroën C3 Rally2        | H                        |
| 28                                                           | Mikko Heikkilä           | Kristian Temonen           | Mikko Heikkilä                  | Škoda Fabia RS Rally2    | H                        |
| 29                                                           | Lauri Joona              | Samu Vaaleri               | Lauri Joona                     | Škoda Fabia RS Rally2    | H                        |
| 30                                                           | Roberto Daprà            | Luca Beltrame              | Roberto Daprà                   | Škoda Fabia RS Rally2    | H                        |
| 31                                                           | Kajetan Kajetanowicz     | Maciej Szczepaniak         | Kajetan Kajetanowicz            | Toyota GR Yaris Rally2   | H                        |
| 32                                                           | Pablo Sarrazin           | Yannick Roche              | Sarrazin Motorsport - Iron Lynx | Citroën C3 Rally2        | H                        |
| 34                                                           | Romet Jürgenson          | Siim Oja                   | FIA Rally Star                  | Ford Fiesta Rally2       | H                        |
| 35                                                           | Maxime Potty             | Renaud Herman              | Maxime Potty                    | Škoda Fabia RS Rally2    | H                        |
| 36                                                           | Yuki Yamamoto            | James Fulton               | Toyota Gazoo Racing WRT NG      | Toyota GR Yaris Rally2   | H                        |
| 37                                                           | Sarah Rumeau             | Julie Amblard              | Sarrazin Motorsport - Iron Lynx | Citroën C3 Rally2        | H                        |
| 38                                                           | Alejandro Mauro          | Adrián Pérez               | Alejandro Mauro                 | Škoda Fabia RS Rally2    | H                        |
| 42                                                           | Robert Virves            | Jakko Viilo                | Toksport WRT                    | Škoda Fabia RS Rally2    | H                        |
| 43                                                           | Pierre-Louis Loubet      | Loris Pascaud              | M-Sport Ford WRT                | Ford Fiesta Rally2       | H                        |
| 44                                                           | Georg Linnamäe           | James Morgan               | Georg Linnamäe                  | Toyota GR Yaris Rally2   | H                        |
| 45                                                           | Marco Bulacia            | Diego Vallejo              | Marco Bulacia                   | Toyota GR Yaris Rally2   | H                        |
| 47                                                           | Mathieu Franceschi       | Lucie Baud                 | Mathieu Franceschi              | Toyota GR Yaris Rally2   | H                        |
| 48                                                           | Bruno Bulacia            | Gabriel Morales            | Bruno Bulacia                   | Toyota GR Yaris Rally2   | H                        |
| 50                                                           | Pedro Almeida            | António Costa              | Pedro Almeida                   | Škoda Fabia RS Rally2    | H                        |
| 52                                                           | Pedro Meireles           | Mário Castro               | Pedro Meireles                  | Škoda Fabia RS Rally2    | H                        |
| 53                                                           | Alejandro Cachón         | Borja Rozada               | Toyota España                   | Toyota GR Yaris Rally2   | H                        |
| 54                                                           | Hikaru Kogure            | Topi Matias Luhtinen       | Toyota Gazoo Racing WRT NG      | Toyota GR Yaris Rally2   | H                        |
| 56                                                           | Bernhard ten Brinke      | Tom Woodburn               | Bernhard ten Brinke             | Škoda Fabia RS Rally2    | H                        |
| 57                                                           | Armindo Araújo           | Luís Ramalho               | Armindo Araújo                  | Škoda Fabia RS Rally2    | H                        |
| 58                                                           | Fabio Schwarz            | Bernhard Ettel             | Fabio Schwarz                   | Toyota GR Yaris Rally2   | H                        |
| 59                                                           | Giovanni Trentin         | Alessandro Franco          | MT Racing SRL                   | Škoda Fabia RS Rally2    | H                        |
| 60                                                           | Diego Ruiloba            | Ángel Vela                 | Diego Ruiloba                   | Citroën C3 Rally2        | H                        |
| 61                                                           | Ernesto Cunha            | Valter Cardoso             | Ernesto Cunha                   | Škoda Fabia Rally2 evo   | H                        |
| 62                                                           | Ricardo Filipe           | Ricardo Faria              | Ricardo Filipe                  | Škoda Fabia R5           | H                        |
| 63                                                           | Lucas Simões             | Gonçalo Cunha              | Lucas Simões                    | Škoda Fabia Rally2 evo   | H                        |
| 64                                                           | Rakan Al-Rashed          | Hugo Magalhães             | Printsport                      | Toyota GR Yaris Rally2   | H                        |
| 65                                                           | Alexander Villanueva     | Diego Sanjuan de Eusebio   | Alexander Villanueva            | Toyota GR Yaris Rally2   | H                        |
| 66                                                           | Miguel Granados          | Marc Martí                 | Miguel Granados                 | Škoda Fabia RS Rally2    | H                        |
| 67                                                           | Rachele Somaschini       | Nicola Arena               | Rachele Somaschini              | Citroën C3 Rally2        | H                        |
| 68                                                           | Uğur Soylu               | Sener Güray                | GP Garage My Team               | Škoda Fabia RS Rally2    | H                        |
| 70                                                           | Diogo Marujo             | Jorge Carvalho             | Diogo Marujo                    | Škoda Fabia Rally2 evo   | H                        |
| 71                                                           | Eugen Cărăgui            | Robert Patrick Fus         | Eugen Cărăgui                   | Citroën C3 Rally2        | H                        |
| 72                                                           | Cristian Dolofan         | Traian Pavel               | Cristian Dolofan                | Citroën C3 Rally2        | H                        |
| 73                                                           | Peter van Merksteijn Jr. | Erwin Berkhof              | Peter van Merksteijn Jr.        | Volkswagen Polo GTI R5   | H                        |
| 74                                                           | Juan Carlos Peralta      | Víctor Pérez Couto         | Juan Carlos Peralta             | Škoda Fabia RS Rally2    | H                        |
| 75                                                           | Jorge Martínez Merizalde | Alberto Alvarez Nicholson  | Jorge Martínez Merizalde        | Hyundai i20 N Rally2     | H                        |
| 76                                                           | Francisco Teixeira       | João Serôdio               | Francisco Teixeira              | Škoda Fabia Rally2 evo   | H                        |
| World Rally Championship 3 - Junior World Rally Championship |                          |                            |                                 |                          |                          |
| 77                                                           | Arthur Pelamourges       | Bastien Pouget             | Arthur Pelamourges              | Renault Clio Rally3      | H                        |
| 78                                                           | Ghjuvanni Rossi          | Kylian Sarmezan            | Ghjuvanni Rossi                 | Ford Fiesta Rally3       | H                        |
| 79                                                           | Takumi Matsushita        | Pekka Kelander             | Toyota Gazoo Racing WRT NG      | Renault Clio Rally3      | H                        |
| 80                                                           | Mattéo Chatillon         | Maxence Cornuau            | Mattéo Chatillon                | Renault Clio Rally3      | H                        |
| 81                                                           | Tom Pellerey             | Hervé Faucher              | Tom Pellerey                    | Renault Clio Rally3      | H                        |
| 82                                                           | Shotaro Goto             | Jussi Lindberg             | Toyota Gazoo Racing WRT NG      | Renault Clio Rally3      | H                        |
| 83                                                           | Nataniel Bruun           | Pablo Olmos                | Nataniel Bruun                  | Ford Fiesta Rally3       | H                        |
| 84                                                           | Federico Ensslin         | Alejandro López            | Federico Ensslin                | Ford Fiesta Rally3       | H                        |
| 85                                                           | Andre Martinez Merizalde | Matías Aranguren           | Andre Martinez Merizalde        | Ford Fiesta Rally3       | H                        |
| 87                                                           | Taylor Gill              | Daniel Brkic               | FIA Rally Star                  | Ford Fiesta Rally3       | H                        |
| 89                                                           | Ali Türkkan              | Oytun Albaykar             | Castrol Ford Team Türkiye       | Ford Fiesta Rally3       | H                        |
| 90                                                           | Kerem Kazaz              | Corentin Silvestre         | Team Petrol Ofisi               | Ford Fiesta Rally3       | H                        |
| 92                                                           | Claire Schönborn         | Jara Hain                  | WRC Young Driver Program        | Ford Fiesta Rally3       | H                        |
| 93                                                           | Tristan Charpentier      | Florian Barral             | Tristan Charpentier             | Ford Fiesta Rally3       | H                        |
| 94                                                           | Diego Dominguez Jr       | Rogelio Peñate             | Diego Dominguez Jr              | Ford Fiesta Rally3       | H                        |
| 95                                                           | Max Smart                | Malcolm Read               | FIA Rally Star                  | Ford Fiesta Rally3       | H                        |
| 96                                                           | Joosep Ralf Nõgene       | Aleks Lesk                 | LightGrey Team                  | Ford Fiesta Rally3       | H                        |
| 97                                                           | Shaker Jweihan           | Aisvydas Paliukėnas        | Shaker Jweihan                  | Ford Fiesta Rally3       | H                        |
| Fuente: ewrc-results.com                                     |                          |                            |                                 |                          |                          |

## Itinerario
| Día                      | Tramo | Nombre                | Distancia | Ganador          | Automóvil              | Tiempo  | Líder de la general |
| ------------------------ | ----- | --------------------- | --------- | ---------------- | ---------------------- | ------- | ------------------- |
| Día 1 (15 de mayo)       | -     | Baltar (Shakedown)    | 5.72 km   | Mārtiņš Sesks    | Ford Puma Rally1       | 3:52.3  | -                   |
| Día 1 (15 de mayo)       | SS1   | SSS Figueira da Foz   | 2.94 km   | Elfyn Evans      | Toyota GR Yaris Rally1 | 2:18.1  | Elfyn Evans         |
| Día 2 (16 de mayo)       | SS2   | Mortágua 1            | 14.59 km  | Ott Tänak        | Hyundai i20 N Rally1   | 9:14.9  | Ott Tänak           |
| Día 2 (16 de mayo)       | SS3   | Lousã 1               | 12.28 km  | Ott Tänak        | Hyundai i20 N Rally1   | 9:04.6  | Ott Tänak           |
| Día 2 (16 de mayo)       | SS4   | Góis 1                | 14.30 km  | Adrien Fourmaux  | Hyundai i20 N Rally1   | 9:07.1  | Ott Tänak           |
| Día 2 (16 de mayo)       | SS5   | Arganil 1             | 14.41 km  | Adrien Fourmaux  | Hyundai i20 N Rally1   | 8:55.8  | Ott Tänak           |
| Día 2 (16 de mayo)       | SS6   | Lousã 2               | 12.28 km  | Sébastien Ogier  | Toyota GR Yaris Rally1 | 8:59.8  | Ott Tänak           |
| Día 2 (16 de mayo)       | SS7   | Góis 2                | 14.30 km  | Takamoto Katsuta | Toyota GR Yaris Rally1 | 9:02.5  | Ott Tänak           |
| Día 2 (16 de mayo)       | SS8   | Arganil 2             | 14.41 km  | Thierry Neuville | Hyundai i20 N Rally1   | 8:41.4  | Ott Tänak           |
| Día 2 (16 de mayo)       | SS9   | Mortágua 2            | 14.59 km  | Ott Tänak        | Hyundai i20 N Rally1   | 9:11.6  | Ott Tänak           |
| Día 2 (16 de mayo)       | SS10  | Águeda / Sever        | 15.08 km  | Sébastien Ogier  | Toyota GR Yaris Rally1 | 11:10.8 | Ott Tänak           |
| Día 2 (16 de mayo)       | SS11  | Sever / Albergaria    | 20.24 km  | Ott Tänak        | Hyundai i20 N Rally1   | 15:26.5 | Ott Tänak           |
| Día 3 (17 de mayo)       | SS12  | Vieira do Minho 1     | 17.69 km  | Sébastien Ogier  | Toyota GR Yaris Rally1 | 10:35.7 | Ott Tänak           |
| Día 3 (17 de mayo)       | SS13  | Cabeceiras de Basto 1 | 19.91 km  | Sébastien Ogier  | Toyota GR Yaris Rally1 | 13:18.1 | Ott Tänak           |
| Día 3 (17 de mayo)       | SS14  | Amarante 1            | 22.10 km  | Ott Tänak        | Hyundai i20 N Rally1   | 14:36.8 | Ott Tänak           |
| Día 3 (17 de mayo)       | SS15  | Vieira do Minho 2     | 17.69 km  | Ott Tänak        | Hyundai i20 N Rally1   | 10:31.0 | Ott Tänak           |
| Día 3 (17 de mayo)       | SS16  | Cabeceiras de Basto 2 | 19.91 km  | Ott Tänak        | Hyundai i20 N Rally1   | 13:08.1 | Ott Tänak           |
| Día 3 (17 de mayo)       | SS17  | Amarante 2            | 22.10 km  | Kalle Rovanperä  | Toyota GR Yaris Rally1 | 14:35.8 | Sébastien Ogier     |
| Día 3 (17 de mayo)       | SS18  | SSS Lousada           | 3.52 km   | Sébastien Ogier  | Toyota GR Yaris Rally1 | 2:30.5  | Sébastien Ogier     |
| Día 4 (18 de mayo)       | SS19  | Paredes 1             | 16.09 km  | Kalle Rovanperä  | Toyota GR Yaris Rally1 | 11:22.4 | Sébastien Ogier     |
| Día 4 (18 de mayo)       | SS20  | Felgueiras 1          | 8.81 km   | Ott Tänak        | Hyundai i20 N Rally1   | 5:45.9  | Sébastien Ogier     |
| Día 4 (18 de mayo)       | SS21  | Fafe 1                | 11.18 km  | Ott Tänak        | Hyundai i20 N Rally1   | 6:29.7  | Sébastien Ogier     |
| Día 4 (18 de mayo)       | SS22  | Paredes 2             | 16.09 km  | Ott Tänak        | Hyundai i20 N Rally1   | 11:15.7 | Sébastien Ogier     |
| Día 4 (18 de mayo)       | SS23  | Felgueiras 2          | 8.81 km   | Ott Tänak        | Hyundai i20 N Rally1   | 5:42.1  | Sébastien Ogier     |
| Día 4 (18 de mayo)       | SS24  | Fafe 2 (Power Stage)  | 11.18 km  | Ott Tänak        | Hyundai i20 N Rally1   | 6:22.7  | Sébastien Ogier     |
| Fuente: ewrc-results.com |       |                       |           |                  |                        |         |                     |

### Power stage
El power stage fue un tramo de 11.18 km al final del rally. Se otorgaron puntos adicionales del Campeonato Mundial a los cinco más rápidos.
| Pos. | Piloto           | Copiloto         | Coche                  | Equipo                  | Tiempo | Puntos |
| ---- | ---------------- | ---------------- | ---------------------- | ----------------------- | ------ | ------ |
| 1    | Ott Tänak        | Martin Järveoja  | Hyundai i20 N Rally1   | Hyundai Shell Mobis WRT | 6:22.7 | 5      |
| 2    | Thierry Neuville | Martijn Wydaeghe | Hyundai i20 N Rally1   | Hyundai Shell Mobis WRT | +1.1   | 4      |
| 3    | Kalle Rovanperä  | Jonne Halttunen  | Toyota GR Yaris Rally1 | Toyota Gazoo Racing WRT | +2.0   | 3      |
| 4    | Takamoto Katsuta | Aaron Johnston   | Toyota GR Yaris Rally1 | Toyota Gazoo Racing WRT | +4.4   | 2      |
| 5    | Sébastien Ogier  | Vincent Landais  | Toyota GR Yaris Rally1 | Toyota Gazoo Racing WRT | +4.9   | 1      |

## Clasificación final
| World Rally Championship        | World Rally Championship | World Rally Championship   | World Rally Championship | World Rally Championship         | World Rally Championship | World Rally Championship | World Rally Championship |
| Pos.                            | Piloto                   | Copiloto                   | Automóvil                | Equipo                           | Tiempo                   | Diferencia               | Puntos                   |
| ------------------------------- | ------------------------ | -------------------------- | ------------------------ | -------------------------------- | ------------------------ | ------------------------ | ------------------------ |
| 1                               | Sébastien Ogier          | Vincent Landais            | Toyota GR Yaris Rally1   | Toyota Gazoo Racing WRT          | 3:48:35.9                | -                        | 25                       |
| 2                               | Ott Tänak                | Martin Järveoja            | Hyundai i20 N Rally1     | Hyundai Shell Mobis WRT          | 3:48:44.6                | +8.7                     | 17                       |
| 3                               | Kalle Rovanperä          | Jonne Halttunen            | Toyota GR Yaris Rally1   | Toyota Gazoo Racing WRT          | 3:48:48.1                | +12.2                    | 15                       |
| 4                               | Thierry Neuville         | Martijn Wydaeghe           | Hyundai i20 N Rally1     | Hyundai Shell Mobis WRT          | 3:49:14.4                | +38.5                    | 12                       |
| 5                               | Takamoto Katsuta         | Aaron Johnston             | Toyota GR Yaris Rally1   | Toyota Gazoo Racing WRT          | 3:50:17.8                | +1:41.9                  | 10                       |
| 6                               | Elfyn Evans              | Scott Martin               | Toyota GR Yaris Rally1   | Toyota Gazoo Racing WRT          | 3:51:06.9                | +2:31.0                  | 8                        |
| 7                               | Sami Pajari              | Marko Salminen             | Toyota GR Yaris Rally1   | Toyota Gazoo Racing WRT2         | 3:51:14.2                | +2:38.3                  | 6                        |
| 8                               | Josh McErlean            | Eoin Treacy                | Ford Puma Rally1         | M-Sport Ford WRT                 | 3:53:48.2                | +5:12.3                  | 4                        |
| 9                               | Grégoire Munster         | Louis Louka                | Ford Puma Rally1         | M-Sport Ford WRT                 | 3:54:33.4                | +5:57.5                  | 2                        |
| 10                              | Oliver Solberg           | Elliott Edmondson          | Toyota GR Yaris Rally2   | Printsport                       | 3:57:51.0                | +9:15.1                  | 1                        |
| World Rally Championship 2      |                          |                            |                          |                                  |                          |                          |                          |
| 1 (10.)                         | Oliver Solberg           | Elliott Edmondson          | Toyota GR Yaris Rally2   | Printsport                       | 3:57:51.0                | -                        | 25                       |
| 2 (11.)                         | Yohan Rossel             | Arnaud Dunand              | Citroën C3 Rally2        | PH Sport                         | 3:58:42.8                | +51.8                    | 17                       |
| 3 (12.)                         | Gus Greensmith           | Jonas Andersson            | Škoda Fabia RS Rally2    | Gus Greensmith                   | 3:58:59.2                | +1:08.2                  | 15                       |
| 4 (13.)                         | Roope Korhonen           | Anssi Viinikka             | Toyota GR Yaris Rally2   | Roope Korhonen                   | 3:59:55.7                | +2:04.7                  | 12                       |
| 5 (14.)                         | Jan Solans               | Rodrigo Sanjuan de Eusebio | Toyota GR Yaris Rally2   | PH.Ph                            | 4:01:02.4                | +3:11.4                  | 10                       |
| 6 (16.)                         | Roberto Daprà            | Luca Beltrame              | Škoda Fabia RS Rally2    | Roberto Daprà                    | 4:01:32.1                | +3:41.1                  | 8                        |
| 7 (17.)                         | Pierre-Louis Loubet      | Loris Pascaud              | Ford Fiesta Rally2       | M-Sport Ford WRT                 | 4:01:58.3                | +4:07.3                  | 6                        |
| 8 (18.)                         | Mikko Heikkilä           | Kristian Temonen           | Škoda Fabia RS Rally2    | Mikko Heikkilä                   | 4:02:04.7                | +4:13.7                  | 4                        |
| 9 (19.)                         | Marco Bulacia            | Diego Vallejo              | Toyota GR Yaris Rally2   | Marco Bulacia                    | 4:02:48.1                | +4:57.1                  | 2                        |
| 10 (20.)                        | Kajetan Kajetanowicz     | Maciej Szczepaniak         | Toyota GR Yaris Rally2   | Kajetan Kajetanowicz             | 4:04:02.7                | +6:11.7                  | 1                        |
| World Rally Championship 3      |                          |                            |                          |                                  |                          |                          |                          |
| 1 (28.)                         | Taylor Gill              | Daniel Brkic               | Ford Fiesta Rally3       | FIA Rally Star                   | 4:15:07.3                | -                        | 25                       |
| 2 (33.)                         | Kerem Kazaz              | Corentin Silvestre         | Ford Fiesta Rally3       | Team Petrol Ofisi                | 4:19:19.0                | +4:11.7                  | 17                       |
| 3 (35.)                         | Max Smart                | Malcolm Read               | Ford Fiesta Rally3       | FIA Rally Star                   | 4:19:52.5                | +4:45.2                  | 15                       |
| 4 (36.)                         | Nataniel Bruun           | Pablo Olmos                | Ford Fiesta Rally3       | Nataniel Bruun                   | 4:20:29.7                | +5:22.4                  | 12                       |
| 5 (37.)                         | Joosep Ralf Nõgene       | Aleks Lesk                 | Ford Fiesta Rally3       | LightGrey Team                   | 4:21:00.9                | +5:53.6                  | 10                       |
| 6 (38.)                         | Takumi Matsushita        | Pekka Kelander             | Renault Clio Rally3      | Toyota Gazoo Racing WRT NG       | 4:21:26.9                | +6:19.6                  | 8                        |
| 7 (39.)                         | Ghjuvanni Rossi          | Kylian Sarmezan            | Ford Fiesta Rally3       | Ghjuvanni Rossi                  | 4:22:10.4                | +7:03.1                  | 6                        |
| 8 (48.)                         | Diego Dominguez Jr       | Rogelio Peñate             | Ford Fiesta Rally3       | Diego Dominguez Jr               | 4:35:17.6                | +20:10.3                 | 4                        |
| 9 (51.)                         | Ali Türkkan              | Oytun Albaykar             | Ford Fiesta Rally3       | Castrol Ford Team Türkiye        | 4:49:19.8                | +34:12.5                 | 2                        |
| 10 (52.)                        | Tom Pellerey             | Hervé Faucher              | Renault Clio Rally3      | Tom Pellerey                     | 4:51:10.7                | +36:03.4                 | 1                        |
| Junior World Rally Championship |                          |                            |                          |                                  |                          |                          |                          |
| 1 (28.)                         | Taylor Gill              | Daniel Brkic               | Ford Fiesta Rally3       | FIA Rally Star                   | 4:15:07.3                | -                        | 25                       |
| 2 (29.)                         | Mille Johansson          | Johan Grönvall             | Ford Fiesta Rally3       | Mille Johansson                  | 4:15:20.7                | +13.4                    | 17                       |
| 3 (33.)                         | Kerem Kazaz              | Corentin Silvestre         | Ford Fiesta Rally3       | Team Petrol Ofisi                | 4:19:19.0                | +4:11.7                  | 15                       |
| 4 (34.)                         | Thomas Martens           | Max Freeman                | Ford Fiesta Rally3       | Thomas Martens                   | 4:19:48.2                | +4:40.9                  | 12                       |
| 5 (35.)                         | Max Smart                | Malcolm Read               | Ford Fiesta Rally3       | FIA Rally Star                   | 4:19:52.5                | +4:45.2                  | 10                       |
| 6 (37.)                         | Joosep Ralf Nõgene       | Aleks Lesk                 | Ford Fiesta Rally3       | LightGrey Team                   | 4:21:00.9                | +5:53.6                  | 8                        |
| 7 (42.)                         | Eamonn Kelly             | Conor Mohan                | Ford Fiesta Rally3       | Motorsport Ireland Rally Academy | 4:25:53.6                | +10:46.3                 | 6                        |
| 8 (48.)                         | Diego Dominguez Jr       | Rogelio Peñate             | Ford Fiesta Rally3       | Diego Dominguez Jr               | 4:35:17.6                | +20:10.3                 | 4                        |
| 9 (51.)                         | Ali Türkkan              | Oytun Albaykar             | Ford Fiesta Rally3       | Castrol Ford Team Türkiye        | 4:49:19.8                | +34:12.5                 | 2                        |
| 10 (61.)                        | Tristan Charpentier      | Florian Barral             | Ford Fiesta Rally3       | Tristan Charpentier              | 5:39:22.6                | +1:24:15.3               | 1                        |
| Fuente: ewrc-results.com        |                          |                            |                          |                                  |                          |                          |                          |